# Laura Benkarth
Laura Anna Benkarth (* 14. Oktober 1992 in Freiburg im Breisgau) ist eine deutsche Fußballspielerin, die von 2018 bis 2023 beim FC Bayern München unter Vertrag stand und von Juli 2023 bis zum Ende der Saison 2024/25 Vertragsspielerin von Olympique Lyon war. Im Mai 2025 verkündete Benkarth ihre Rückkehr zum SC Freiburg.

## Karriere

### Vereine

#### Jugend und Wechsel zum SC Freiburg
Laura Benkarth begann das Fußballspielen beim SV Biengen und gelangte über den FC Wolfenweiler-Schallstadt 2008 in die Jugendabteilung des SC Freiburg, in der sie zunächst für die B-Juniorinnen spielte. 2009 rückte sie in den Kader des Bundesligisten als zweite Torhüterin auf und debütierte am 20. September 2009 (1. Spieltag) bei der 0:1-Niederlage im Heimspiel gegen den FF USV Jena in der Bundesliga. In ihrer Premierensaison im Seniorenbereich nur dreimal eingesetzt, kam sie in der Folgesaison sechsmal zum Einsatz und 2011/12 bereits zwölfmal. Ab der Saison 2012/13 war sie Freiburgs unumstrittene Nummer eins im Tor und wurde im Sommer 2014 zudem zur Kapitänin ihrer Mannschaft ernannt. Zur Saison 2018/19 wechselte Laura Benkarth zum FC Bayern München.

#### FC Bayern München
Wenige Wochen nach der Bekanntgabe ihres Wechsels nach München erlitt sie im Spiel gegen Werder Bremen einen Kreuzbandriss und musste verletzt ausgewechselt werden. Das Spiel gewann der SC Freiburg mit 3:0, allerdings war es das letzte Spiel von Laura Benkarth im SC-Trikot.
Für die erste Mannschaft des FC Bayern München debütierte sie am 17. April 2019 beim 1:1-Unentschieden im Auswärtsspiel gegen den SC Sand am vorgezogenen 19. Spieltag. Bis zum von Lena Goeßling in der 64. Minute verwandelten Strafstoß zum 1:3 beim 4:1-Sieg im Heimspiel gegen den VfL Wolfsburg blieb sie am 15. November 2020 (9. Spieltag) insgesamt 783 Minuten ohne Gegentor und stellt damit einen neuen Rekord in der Bundesliga auf. Am Saisonende konnte sie 2021 die Deutsche Meisterschaft feiern.
Am 4. Dezember 2021 verletzte sie sich im Ligaspiel gegen Leverkusen schwer am Knie. Ihr Pflichtspiel-Comeback feierte sie am 18. September 2022 im Spiel der zweiten Mannschaft gegen die SG Andernach. Am 29. September stand sie beim Champions-League-Qualifikations-Rückspiel gegen Real Sociedad erstmals wieder im Kader der ersten Mannschaft. Ein Pflichtspiel für die erste Mannschaft konnte sie bis zur Winterpause nicht bestreiten, da sie ihren Stammplatz an Mala Grohs verloren hatte. Mit ihrem letzten Pflichtspiel, dem 11:1-Sieg über den 1. FFC Turbine Potsdam in der Bundesliga, mit der die Meisterschaft gewonnen wurde, verließ sie den Verein.

#### Olympique Lyon
Zur Saison 2023/24 wurde sie vom französischen Erstligisten Olympique Lyon verpflichtet. Benkarth kam als zweite Torhüterin hinter Christiane Endler zu elf Einsätzen und wurde mit ihrem Verein zweimal französischer Meister.

#### Rückkehr nach Freiburg
Zur Saison 2025/26 kehrte sie zum SC Freiburg zurück.

### Nationalmannschaft
Benkarth bestritt am 11. Mai 2008 beim 6:0-Sieg der U16-Juniorinnen gegen die Auswahl Dänemarks erstmals ein Länderspiel für den DFB. Nachdem sie am 14. April 2009 beim 6:0-Sieg der U17-Nationalmannschaft gegen die Auswahl der Schweiz debütiert hatte, gewann sie im selben Jahr die Europameisterschaft, kam dabei als Ersatztorhüterin jedoch nicht zum Einsatz. Mit der U19-Nationalmannschaft nahm sie 2010 an der Europameisterschaft in Mazedonien teil, bei der die Mannschaft im Halbfinale an den späteren Turniersieger Frankreich mit 3:5 im Elfmeterschießen scheiterte. Im selben Jahr gehörte sie zur Nationalmannschaft, die die U20-Weltmeisterschaft im eigenen Land gewinnen konnte, blieb als dritte Torhüterin hinter Almuth Schult und Desirée Schumann jedoch ohne Einsatz. Bei der U20-Weltmeisterschaft 2012 in Japan bestritt sie alle sechs Turnierspiele über 90 Minuten (ohne Gegentor) und unterlag erst im Finale gegen die Auswahl der Vereinigten Staaten mit 0:1. Benkarth wurde als beste Torhüterin des Turniers mit dem Goldenen Handschuh ausgezeichnet.
Im Oktober 2012 wurde Benkarth erstmals für die A-Nationalmannschaft nominiert. Für die vom 10. bis 28. Juli 2013 in Schweden ausgetragene Europameisterschaft wurde sie anstelle von Kathrin Längert in den Kader berufen und wurde mit der Mannschaft Europameister. Am 24. Mai 2015 berief Bundestrainerin Silvia Neid sie in den endgültigen Kader für die Weltmeisterschaft 2015 in Kanada. Auch dort blieb sie wie bei sämtlichen Berufungen zuvor ohne Einsatz und belegte mit der Mannschaft Rang vier.
Aufgrund einer Verletzung der Stammtorhüterin Almuth Schult kam sie am 26. November 2015 im Länderspiel gegen die Nationalmannschaft Englands zu ihrem ersten A-Länderspieleinsatz und blieb dabei ohne Gegentor.
2016 wurde Benkarth für das olympische Fußballturnier 2016 in Brasilien in den Kader der Nationalmannschaft aufgenommen. Sie kam als Ersatztorhüterin hinter Almuth Schult zu keinem Einsatz während der sechs Turnierspiele. Durch den 2:1-Sieg im Finale gegen Schweden gewann sie die Goldmedaille. Dafür wurde sie mit der Mannschaft am 1. November 2016 mit dem Silbernen Lorbeerblatt ausgezeichnet.
Bei der Europameisterschaft 2017 in den Niederlanden war Benkarth wieder im Kader, kam allerdings zu keinem Einsatz. Deutschland schied im Viertelfinale gegen Dänemark aus.
Für die WM 2019 wurde sie von der Bundestrainerin Martina Voss-Tecklenburg ins deutsche Team berufen.
Am 15. Juni 2021 bestritt Benkarth gegen Chile ihr letztes Länderspiel.

## Erfolge
Nationalmannschaft
- Algarve-Cup-Sieger 2020 (kampflos)
- Olympiasieger 2016
- Europameister 2013
- Finalist U20-Weltmeisterschaft 2012
- U20-Weltmeister 2010
- U17-Europameister 2009

FC Bayern München
- Deutscher Meister 2021, 2023

Olympique Lyon
- Französischer Meister: 2024, 2025

## Sonstiges
2022 gründete sie zusammen mit einem Freund die Torwart-Handschuh-Marke Colab Sports.